# Deshan Xuanjian
Deshan Xuanjian (chiń. 德山宣鑒, pinyin Déshān Xuānjiàn; kor. 덕산선감 Tŏksan Sŏngam; jap. Tokusan Senkan; wiet. Đức Sơn Tuyên Giám; ur. 780, zm. 865) – chiński mistrz chan.

## Życiorys
Urodził się w rodzinie Zhou w Zhengdu w dawnej prowincji Jian (obecnie jest to północna część prow. Syczuan).
Od wczesnych lat był buddystą związanym ze szkołą lü, czyli winai. Nieco później stał się znanym badaczem i zwolennikiem studiowania sutr, a zwłaszcza Sutry Diamentowej oraz komentarzy do niej mistrza Dharmy Qinlonga. Napisał także sam wiele komentarzy do tej sutry i stał się znany jako Diamentowy Zhou. Podróżował po Chinach, nosząc ze sobą wielki wór ze wszystkimi tekstami. Gdy dowiedział się o praktykach, jakie odbywają się w klasztorach chan, postanowił pouczyć mistrzów i wyznawców chan o błędności drogi, którą kroczą.
Udał się na południe Chin. Pewnego dnia zatrzymał się w herbaciarni, którą prowadziła starsza kobieta. Gdy zobaczyła mnicha buddyjskiego, zapytała, jakiej Dharmy uczy. Deshan powiedział, że uczy Diamentowej sutry. Był głodny i domagał się jedzenia. Kobieta powiedziała Obiad?. Proszę bardzo, lecz mam do ciebie pytanie. Jeśli dasz mi dobrą odpowiedź, podam ci wszystko, co zechcesz – za darmo. Lecz jeśli nie odpowiesz, nic ci nie sprzedam. Deshan powiedział Rozumiem całą Diamentową sutrę więc śmiało pytaj o cokolwiek.
Kobieta rzekła Diamentowa sutra stwierdza: przeszły umysł nie może osiągnąć oświecenia, teraźniejszy umysł nie może osiągnąć oświecenia i przyszły umysł także nie może osiągnąć oświecenia. Na jaki rodzaj umysłu wskazujesz? Na przeszły, obecny czy przyszły umysł? Jeśli wskazujesz na przeszły umysł, nie możesz osiągnąć oświecenia. Jeśli wskazujesz na obecny umysł, nie możesz osiągnąć oświecenia. Jeśli wskazujesz na przyszły umysł, także nie możesz osiągnąć oświecenia. A więc na który umysł wskazujesz? Deshan nie mógł wykrztusić słowa. Zdenerwował się, odechciało mu się jeść. W końcu powiedział Teraz ja pytam ciebie. Czy jest w tej okolicy jakiś wielki mistrz chan? Kobieta odparła Tak, wielki mistrz Longtan mieszka około 5 mil na południe.
Gdy Deshan dotarł do klasztoru mistrza Longtana, zaczęli rozmawiać. Deshan był mistrzem sutr, więc cały czas odwoływał się do wielu szczegółów Diamentowej sutry. Robił to tak często, że mistrz Longtan mówił tylko Tak, dobrze, masz rację, oczywiście. Minęło wiele godzin i o północy wciąż jeszcze Deshan mówił. Wreszcie przyszedł jakiś mnich i powiedział Jest bardzo późno, trzeba iść spać. Deshan podniósł swój bagaż i szatę, i otworzył drzwi, chcąc wyjść. Lecz na zewnątrz panowała całkowita ciemność i nie wiedział, gdzie iść. Powiedział Mistrzu chan, na zewnątrz jest bardzo ciemno i nie mogę znaleźć drogi. Mistrz Longtan zapalił lampę oliwną i podał mu ją. Gdy tylko Deshan wziął lampę, Longtan zdmuchnął ją. W tej samej chwili Deshan osiągnął oświecenie.
Następnego dnia spalił wszystkie swoje komentarze i teksty, które przez tyle lat dźwigał z sobą. Od tej pory utrzymywał i nauczał, że oświecenie może być osiągnięte dzięki zwyczajnym rzeczom, przez całkowitą pustkę, dotyczącą zarówno rzeczy i zjawisk przedmiotowych, jak i podmiotowych.
Praktykował także u mistrza chan Guishana Lingyou, ucznia mistrza Baizhanga Huaihaia ze szkoły hongzhou.
Po spędzeniu 30 lat w Fenyangu w Fengzhou (Hunan) Deshan otrzymał zaproszenie od Xue Yanwanga, prefekta (chiń. taishou) Wuling w prow. Hunan, do założenia ośrodka, z którego mógłby szerzyć swoje nauki. Według biografii w Zutang ji przyciągnął 500 uczniów, którzy przybyli nieraz z bardzo daleka. Świadczyło to także o tym, że wielu ludzi pragnęło renesansu buddyzmu po olbrzymich prześladowaniach w latach 40. IX w.
Słynął z używania w czasie nauczania swego kija chan, co znalazło odzwierciedlenie w powiedzeniu Kij Deshana, okrzyk Linji.
| Jakkolwiek głęboka jest czyjaś wiedza o zawiłościach filozofii, przypomina ona włos unoszący się w przestrzeni. Jakkolwiek znaczące jest czyjeś doświadczenie w sprawach tego świata, przypomina ono kroplę wody strąconą w niezgłębioną otchłań. Dopiero gdy nie myślisz o rzeczach i gdy cię w rzeczach nie ma, jesteś wolny i czysto duchowy, pusty i cudowny. |

Pewnego dnia podczas zgromadzenia mnichów rzekł Łapanie, co jest puste i uganianie się za echem jedynie zmęczy wasz umysł i ducha. Poza przebudzeniem ze snu i następnie pójściem poza to przebudzenie, cóż jeszcze pozostaje? Po tych słowach zmarł.
Poświęconych jest mu siedem gong’anów: 4 w Biyan lu, 13 i 28 w Wumenguan i 14, 22, 46, 55 w Congrong lu.

## Linia przekazu Dharmy
Pierwsza liczba oznacza liczbę pokoleń mistrzów od 1 Patriarchy indyjskiego Mahakaśjapy.
Druga liczba oznacza liczbę pokoleń od 28/1 Bodhidharmy, 28 Patriarchy Indii i 1 Patriarchy Chin.
- 35/8. Shitou Xiqian (700–790)
  - 36/9. Tianhuang Daowu (748–807)
    - 37/10. Longtan Chongxin
      - 38/11. Deshan Xuanjian (780–865)
        - 39/12. Gaoting (bd)
        - 39/12. Gantan Ziguo (bd)
          - 40/13.
            - 41/14. Dalong Zhihong (bd)

        - 39/12. Yantou Quanhuo (828–887)
          - 40/13. Ruiyan Shiyan (bd)
          - 40/13. Luoshan Daoxian (bd)
            - 41/14. Mingzhao Deqian (bd)
            - 41/14. Zingbing (845–919)
            - 41/14. Daning Daokuan (bd)

        - 39/12. Xuefeng Yicun (822–908)